# Середа, Николай Николаевич
Николай Николаевич Середа (4 (16) мая 1890, с. Старые Санжары (ныне Старосанжарский сельский совет, Новосанжарский район, Полтавская область, Украина) — 16 февраля 1948, Ленинград) — советский певец. Народный артист РСФСР (1947).

## Биография
В 1922—1925 обучался в Московской консерватории по классу пения у Г. П. Гандольфи, затем в 1928 совершенствовался в Германии. Был солистом оперных театров Харькова (1926—1933) и Свердловска (1933—1935).
С 1935 по 1948 г. — солист Ленинградского государственного академического театра оперы и балета имени С. М. Кирова.

## Творчество
В своём творчестве претворял лучшие традиции русской вокально-исполнительской школы. Лирический тенор. Обладал лёгким, светлым голосом тёплого тембра, чистотой интонации, выразительностью фразировки.

## Оперные роли
Среди партий в исполнении Н. Середы — Лоэнгрин («Лоэнгрин» Р. Вагнера), Альфред («Травиата» Верди), Ленский («Евгений Онегин» Чайковского), Левко («Майская ночь» Римского-Корсакова), Андрей («Тарас Бульба» Лысенко), Владимир Дубровский («Дубровский»), Фауст, Вертер («Вертер» Массне), Салават («Емельян Пугачев» Коваля) и др.
Выступал также как камерный певец, с особым успехом исполнял в концертах украинские народные песни.
Умер в Ленинграде и похоронен на Волковском лютеранском кладбище.